# Windhof
Der Windhof ist ein Gebäudekomplex im mittelhessischen Heuchelheim an der Lahn bei Gießen. Der Begriff Windhof wird synonym auch für das ganze Areal verwendet, auf dem sich die einzelnen Gebäude des Windhofs befinden. In einer wechselvollen Geschichte wurde der Windhof unterschiedlichsten Nutzungen zugeführt und dient seit 1918 bis heute als Standort eines global agierenden Technologiekonzerns, der Schunk Group.

## Entstehungsgeschichte
Der Windhof wurde im Jahr 1810 von dem Heuchelheimer Eberhard Rinn errichtet. Er hatte das Gebäude in Kirchberg – im Kurfürstentum Hessen – als Abbruchgebäude erworben und in Heuchelheim an der Straße von Gießen nach Gladenbach (Westfälische Straße) wieder aufgebaut. Er errichtete darin eine Gastwirtschaft. Nach der Westfälischen Straße nannte er sein Lokal „Zum Westfälischen Hof“. Diese Bezeichnung setzte sich jedoch gegenüber einer im Volksmund weit verbreiteten Bezeichnung „Windhof“ nicht durch.

## Geschichte des Gebäudes
Der Windhof wechselte mehrfach seinen Besitzer. Nach dem Grundbuch erwarb Johannes Muth 1829 den Windhof, der sechs Jahre später dort unter tragischen Umständen bei einer Auseinandersetzung zwischen Studenten und Einheimischen sein Leben verlor. Der Windhof wurde insbesondere ab 1850 von den Studenten der nahen Gießener Universität als Pauklokal benutzt.
1856 begann die industrielle Nutzung des Windhofs. Die Unternehmer Kuhl und Braubach betrieben in den Räumen des Windhofs eine Zigarrenfabrikation. Dies wird als Beginn der Industrialisierung in Heuchelheim betrachtet. Jahrzehntelang war die Zigarrenindustrie durch Ansiedlung weiterer Unternehmen dieser Branche in der Region Gießens und Umgebung ein wichtiger Industriezweig. 1886 übernahm der Gießener Kantinenwirt Christian Duill den Windhof. Das Gebäude des ursprünglichen Westfälischen Hofs wurde 1897 abgerissen und an gleicher Stelle ein prächtiges Anwesen mit einem hohen Turm errichtet. Der Gebäudekomplex wurde im Stil eines burgartigen Landsitzes erbaut mit einem großen „Rittersaal“, der Platz für 800 Gäste bot. Der Eingangsbereich war mit einem großen – reich verzierten – bogenförmigen Tor gestaltet. Es liegt nahe, dass der Erbauer ein Pendant zu den beiden umliegenden Burgen Gleiberg und Vetzberg erschaffen wollte oder die vorhandenen Burgen den Erbauer zumindest zu dieser Bauweise inspirierten. Die abgebildete Anzeige aus dem Jahr 1899 untermauert dies.
Ein Haltepunkt der Biebertalbahn sorgte außerdem bereits ab 19. August 1898 dafür, dass die Gäste aus Gießen und Umgebung komfortabel zum Windhof gelangen konnten. Studenten verkehrten hier ebenso wie Offiziere der nahen Gießener Garnison. Das Musikkorps des Infanterieregiments Nr. 116 gab hier an manchen Sonntagnachmittagen seine Konzerte.
Im Jahr 1912 brannte der Windhof in dieser opulenten Architektur ab. Aus dem Versicherungserlös wurde das Gebäude wieder rekonstruiert, jedoch nicht exakt in der gleichen Form. Der Turm wurde nicht in der gleichen Höhe wieder aufgebaut und erfuhr eine bauliche Veränderung.
Zu Beginn des Ersten Weltkrieges 1914 diente der Windhof zunächst als Internierungslager für russische Badegäste aus Bad Nauheim; später wurde er dann zum Lazarett für Kriegsverwundete umfunktioniert. 1917 wurde das Lazarett nach Gießen verlegt und die Görtz’sche Brauerei aus Schlitz erwarb das Anwesen.
1918 wurde der Windhof dann an die bis dahin in Fulda ansässige Firma Schunk & Ebe verkauft, die noch vor Kriegsende in den vorhandenen großen Räumlichkeiten eine Fabrik zur Herstellung von Kohlebürsten für Dynamos und Elektromotoren einrichtete. Die Firma Schunk & Ebe nahm in den Folgejahren einen stetigen Aufschwung und musste aufgrund des wachsenden Auftragsvolumens ihre Fabrikationsanlagen permanent erweitern. So entstanden auf dem Areal des Windhofs zahlreiche neue Gebäude zur Erweiterung der Produktion.
Mitte März 1957 wurde dann mit dem Bau eines neuen Verwaltungsgebäudes begonnen, dem nun der historische Windhof weichen musste. Nachdem zunächst das Turmhaus des alten Windhofs gefallen war, wurde unverzüglich der Bau eines neuen Turmes in Angriff genommen. Innerhalb von 14 Monaten wurde das gesamte Verwaltungsensemble erstellt.
Die expansive Entwicklung der Firma Schunk am Windhof setzte sich fort. Die Schunk-Gruppe ist heute ein international agierender Technologiekonzern mit 60 operativen Gesellschaften in 28 Ländern und über 8.200 Mitarbeitern weltweit, die aber ihre Unternehmenszentrale am Standort des alten Windhofs beließ. In Anknüpfung an die Begegnungsstätte des historischen Windhofs hat die Schunk-Gruppe seit einigen Jahren die Kulturveranstaltung „Dialog am Windhof“ etabliert, die mit anspruchsvollen Themen ein interessiertes Publikum anspricht.
Zu Beginn des Jahres 2006 wurde mit dem Bau eines neuen Empfangs- und Konferenzgebäudes begonnen, das am 17. Januar 2007 feierlich eröffnet wurde. Bei der äußeren Gestaltung dieses hochmodernen Gebäudekomplexes wurde Wert darauf gelegt, Elemente des bestehenden Turmes mit aufzunehmen. So wurde in der Kontinuität der wechselvollen Geschichte diesem Areal, dem Windhof immer wieder ein neues Gesicht gegeben.